# Simo Häyhä
Simo Häyha (vzdevek Bela smrt, rus. Белая смерть Belaja smert), finski častnik in ostrostrelec, * 17. december 1905, Karelija, † 1. april 2002, Hamina.
Häyhä velja za najboljšega ostrostrelca vseh časov, saj je v štirih mesecih zimske vojne (december 1939 - marec 1940) zbral uradno kar 505 (neuradno 542) zadetkov. Poleg tega je z brzostrelko Suomi KP/-31 ubil najmaj 200 sovražnikov. Zaradi svojih zaslug je bil že leta 1940 povišan v poročnika, kar še zmeraj velja za najhitrejše povišanje v finskih oboroženih silah.

## Vojaška kariera
Pri dopolnjenih 17 letih se je Häyhä pridružil teritorialni obrambi, kjer je bil v kolesarskem bataljonu. Po opravljenem služenju je bil odpuščen s činom desetnika. Ob izbruhu zimske vojne se je odzval mobilizaciji in bil premeščen na kollalsko fronto, kjer je dosegel vse svoje zadetke. 6. marca 1940 je prejel zadetek v čeljust, zaradi česar je padel v komo iz katere se je prebudil na dan podpisa premirja - 13. marec 1940. Po vojni je bil povišan v poročnika.
Zaradi nizke postave je Häyhä uporabljal rusko puško Mosin-Nagant M28 brez strelskega daljnogleda, saj je tako predstavljal manjšo tarčo, kot pa če bi uporabljal velik in neroden daljnogled, ki bi se lahko ob določenih sončnih pogojih svetlikal, kar bi izdalo njegov položaj.

## Odlikovanja in priznanja
- kollaški križec (št. 4)